# Jimmy Hibbert
Jimmy Hibbert (Windsor (Regno Unito), 15 luglio 1949) è uno scrittore, attore e doppiatore inglese.
È noto principalmente per il suo lavoro con lo studio di animazione Cosgrove Hall Films.